# Camposporidium cristatum
Camposporidium cristatum är en svampart som beskrevs av Nawawi & Kuthub. 1988. Camposporidium cristatum ingår i släktet Camposporidium, divisionen sporsäcksvampar och riket svampar.   Inga underarter finns listade i Catalogue of Life.